# Yves-Thibault de Silguy
Yves-Thibault de Silguy (Rennes, 22 luglio 1948) è un dirigente d'azienda e politico francese, dal 1995 al 1999 Commissario europeo per gli Affari economici e monetari.

## Biografia
De Silguy studiò all'università di Rennes, all'Institut d’études politiques ed all'École nationale d'administration.
Nel 1976 cominciò a lavorare al ministero degli affari esteri della Francia. Tra il 1981 e il 1984 lavorò alla Commissione europea come consigliere del commissario François-Xavier Ortoli. Dal 1985 al 1988 fu consigliere economico dell'ambasciata francese negli Stati Uniti e consigliere economico del primo ministro Jacques Chirac.
Tra il 1988 e il 1993 de Silguy fu un dirigente del gruppo siderurgico Usinor-Sacilor.

### Commissario europeo
Nel 1995 il governo di Édouard Balladur indicò de Silguy come uno dei due commissari europei della Francia per la Commissione Santer. A de Silguy venne assegnato l'importante portafoglio degli affari economici e monetari. Come gli altri membri della Commissione Santer, nel 1999 fu costretto alle dimissioni dal Parlamento europeo.
Dopo la fine dell'esperienza come commissario europeo de Silguy proseguì la sua carriera di dirigente d'azienda, diventando un dirigente generale del gruppo SUEZ e membro del consiglio di amministrazione dell'azienda televisiva M6 e del gruppo VINCI. Nel giugno 2006 divenne presidente di quest'ultimo.
De Silguy fa anche parte dei consigli di due think tank, l'"Institut français des relations internationales" e "Les amis de l'Europe". È consulente della rivista "Politique internationale". Infine, è presidente del consiglio di amministrazione dell'"Institut des sciences et industries du vivant et de l'environnement".